# Rosemary Wells
Rosemary Wells (nascida em 29 de Janeiro de 1943) é uma autora e ilustradora americana de literatura infantojuvenil. Ela é conhecida pela série literária Max & Ruby, que acompanha as aventuras de dois irmãos coelhos, o curioso Max de três anos e Ruby, de sete anos. Rosemary também escreveu Noisy Nora (1973), Yoko (1998), a série Voyage to the Bunny Planet, um livro de Natal chamado Morris's Disappearing Bag (1975) e um livro coletivo de ilustrações de canções de Rodgers e Hammerstein. Ela também publicou Red Moon at Sharpsburg (2007), um romance histórico sobre uma jovem na Guerra Civil Americana. Otto Runs For President e Yoko Writes Her Name foram publicados em 2008.

## Histórico
Rosemary nasceu em Nova York e cresceu em Red Bank, Nova Jersey. Ela se casou com o arquiteto Thomas Moore Wells em 1963 e frequentou a Boston Museum School.

### Max e Ruby
Ela escreveu uma série de livros infantis populares, principalmente a série Max e Ruby que acompanha as aventuras diárias de coelhinhos irmãos – o curioso Max, de três anos de idade e a mandona Ruby, de sete anos de idade. Para escrever sobre a dupla, ela se inspirou nas duas filhas e nas experiências que elas tiveram com os amigos e a escola.

### Estilo de Escrita
Um tema comum nas histórias de Rosemary Wells é o uso de personagens animais em vez de seres humanos. Na revista infantil Stone Soup, Rosemary declarou que ela escreve usando animais porque permite que ela aborde temas sofisticados e controversos de forma que as crianças possam entender e os adultos possam aceitar. Por exemplo, Yoko aborda os tópicos espinhosos do racismo. É sobre uma jovem gatinha japonesa que é condenada ao ostracismo quando traz sushi pro almoço da escola. Muitos dos personagens animais, como Max & Ruby, interagem como humanos, enquanto outros como McDuff - um West Highland Terrier - assumem um papel mais realista como o animal de estimação adotado por um casal jovem.

### Estilo de Ilustração
Como sua escrita, as ilustrações de Rosemary se tornaram mais complexas e sofisticadas ao longo dos anos. Seus primeiros trabalhos, como Noisy Nora e sua ilustração do livro Impossible, Possum, são expressivos, mas não têm muito sombreado e são desenhos mais simples. Em comparação, Yoko e os livros Max & Ruby posteriores são cheios de cores e detalhes, com fundos e paisagens totalmente realizados.